# Sankt Peter im Sulmtal
Sankt Peter im Sulmtal osztrák község Stájerország Deutschlandsbergi járásában. 2017 januárjában 1300 lakosa volt. 

## Elhelyezkedése

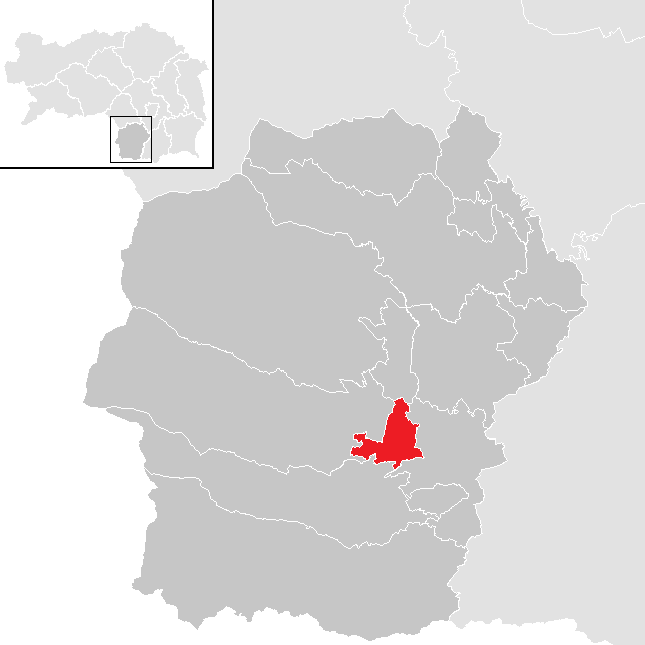
Sankt Peter im Sulmtal a Deutschlandsbergi járásban

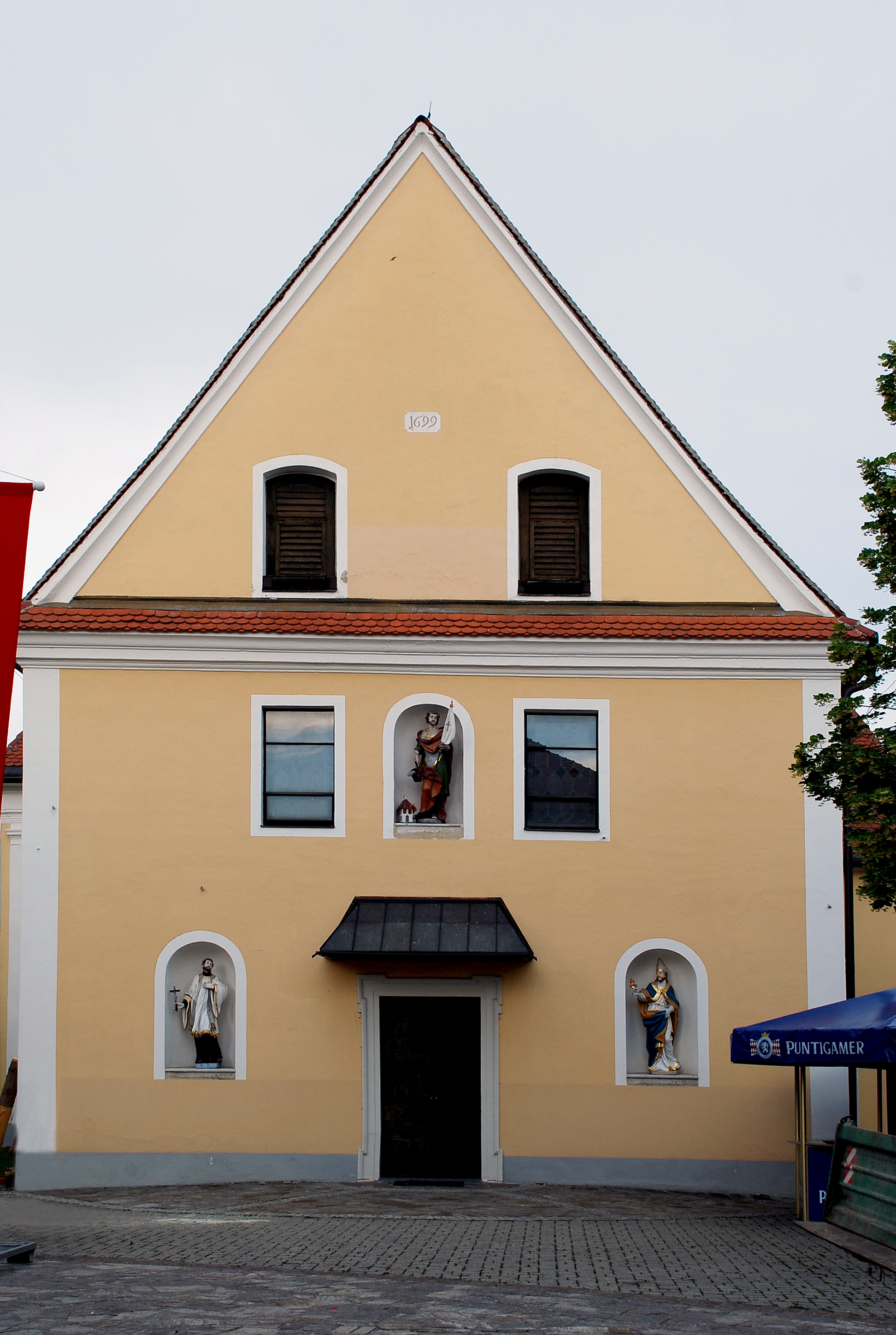
A templom bejárata

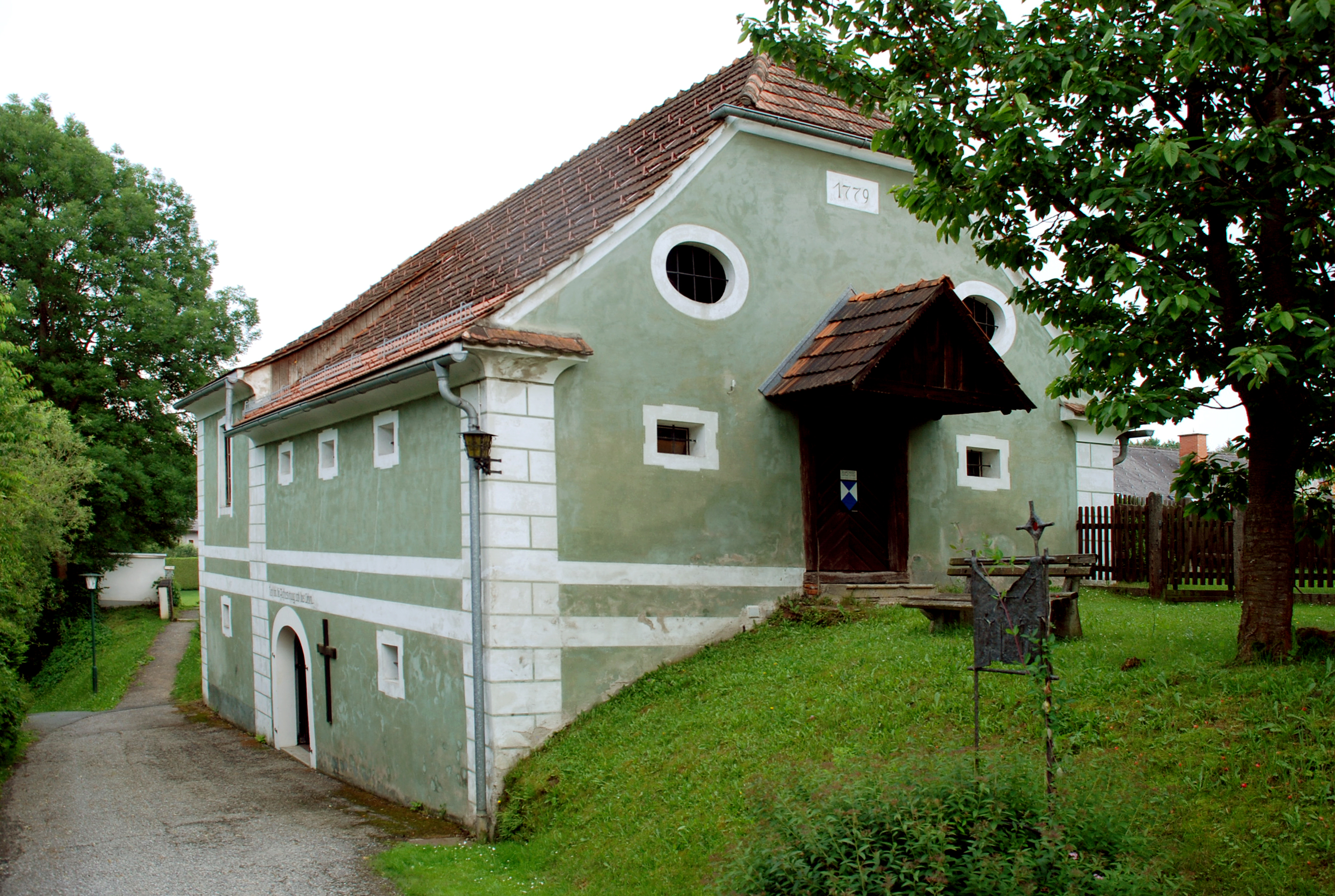
A helytörténeti múzeum

Sankt Peter im Sulmtal a tartomány déli részén fekszik a Nyugat-Stájerország régióban, a Sulm (a Mura mellékfolyója) mentén. Egyéb jelentős vízfolyásai a Stullneggbach és a Leibenbach. Az önkormányzat 5 katasztrális községben 11 falut, ill. településrészt egyesít: Freidorf (104 lakos), Hausleiten, Kerschbaum (148), Korbin (141), Aigneregg, Moos (247), Fröhlichberg, Poppenforst (81), Sankt Peter im Sulmtal (504), Kühberg, Wieden (97).
A környező települések: északra Frauental an der Laßnitz, keletre Sankt Martin im Sulmtal, délre Wies, nyugatra Bad Schwanberg.

## Története
A régészeti leletek tanúsága szerint Freidorf területén már a bronzkorban is éltek emberek.
A kora középkorban a salzburgi érsek birtokolta a Sulm egész völgyét. 1225-ben létrehozták a lavanti püspökséget és a régió ennek tulajdonába került. A falut 1228-ban említik először St. Peter iuxta Lindenberch formában.
1645. június 24-én az egész falu tűzvész áldozatává vált.

## Lakosság
A Sankt Peter im Sulmtal-i önkormányzat területén 2017 januárjában 1300 fő élt, ami növekedést jelent a 2001-es 1267 lakoshoz képest. Ekkor a helybeliek 99,1%-a volt osztrák állampolgár. 95,5% római katolikusnak, 2,4% felekezet nélkülinek vallotta magát. 

## Látnivalók
- a Szt. Péter-plébániatemplom különálló harangtornyával építészeti különlegességnek számít. A 32 méter magas különálló torony 1664-ben készült el, harangjai 1685-ből származnak. Elképzelhető, hogy eredetileg egy új templomhoz szánták, amely soha nem készült el. Az eredeti plébániatemplom 1244-ben már állt; 1645-ben leégett és 1701-re építették újjá. Belső terét rokokó stílusban díszítették.
- az 1980-ban megnyílt helytörténeti múzeum a paplak 1779 körül épült volt présházában.
- tanösvény
- a Virágos Európa (Entente Florale Europe) verseny falu kategóriájában Sankt Peter 2000-ben ezüstérmet nyert.

## Fordítás
- Ez a szócikk részben vagy egészben  a   Sankt Peter im Sulmtal című német Wikipédia-szócikk ezen változatának fordításán alapul.  Az eredeti cikk szerkesztőit annak laptörténete sorolja fel. Ez a jelzés csupán a megfogalmazás eredetét és a szerzői jogokat jelzi, nem szolgál a cikkben szereplő információk forrásmegjelöléseként.